# Canthidium leucopterum
Canthidium leucopterum là một loài bọ cánh cứng trong họ Bọ hung (Scarabaeidae).